# Pristobunus
Pristobunus is een geslacht van hooiwagens uit de familie Triaenonychidae.
De wetenschappelijke naam Pristobunus is voor het eerst geldig gepubliceerd door Roewer in 1931. 

## Soorten
Pristobunus omvat de volgende 11 soorten:
- Pristobunus acentrus
- Pristobunus acuminatus
- Pristobunus barnardi
- Pristobunus ceratias
- Pristobunus hadrus
- Pristobunus henopeus
- Pristobunus heterus
- Pristobunus hilus
- Pristobunus ignavus
- Pristobunus laminus
- Pristobunus synaptus

In sommige oude aanbiedingen, slechts 2 soorten werden genoemd (namelijk Pristobunus acuminatus, Pristobunus hilus), waarbij verschillende andere weglaten beschreven door Forster, 1954, hoewel de laatste soort ook door hem werd beschreven, werd het ook genoemd in ten minste één later werk, namelijk Forster in Watt 1982: 311.